# NGC 6123
NGC 6123 (другие обозначения — UGC 10333, MCG 10-23-60, ZWG 298.28, KARA 734, KAZ 67, PGC 57729) — галактика в созвездии Дракон.
Этот объект входит в число перечисленных в оригинальной редакции «Нового общего каталога».